# Bàlsam del Canadà
|  | Per a altres significats, vegeu «bàlsam (desambiguació)». |

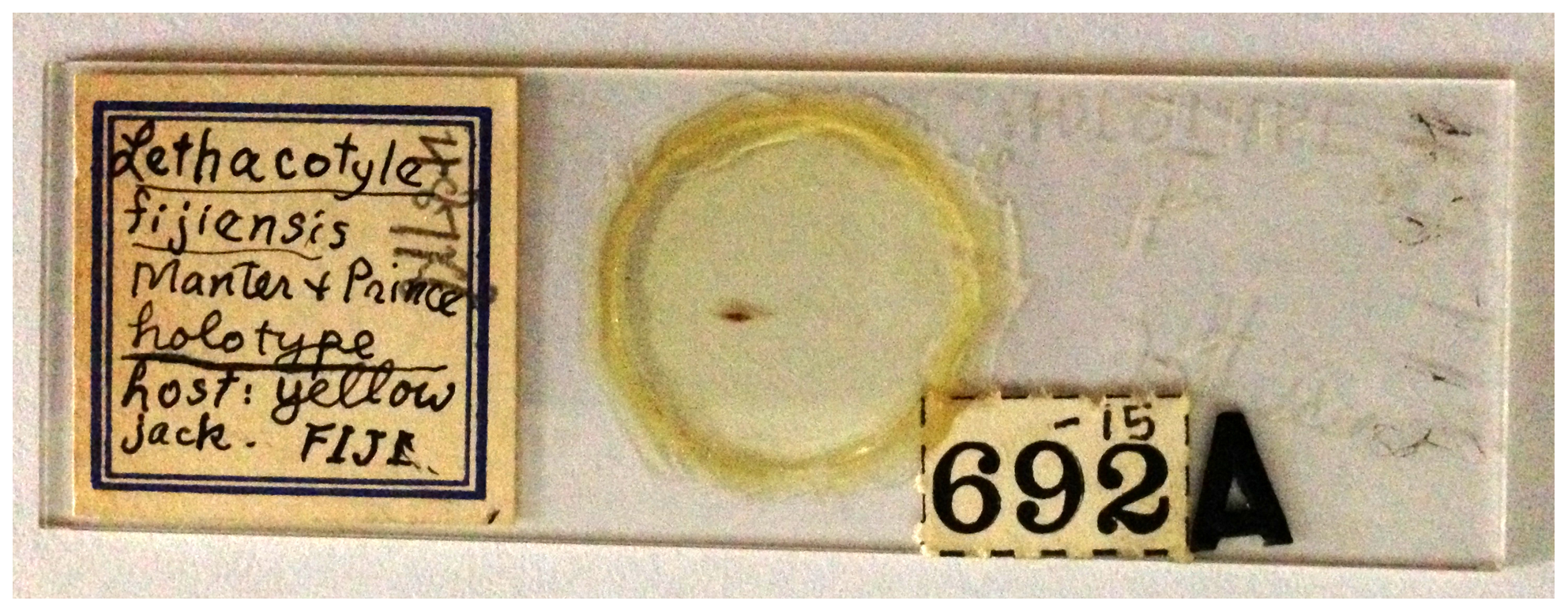
Diapositiva d'un holotip de 60 anys, feta amb bàlsam del Canadà

El bàlsam del Canadà (o  trementina del Canadà, o bàlsam d'avet) és una trementina obtinguda de la resina de l'avet balsàmic (Abies balsamea). La resina, dissolta en oli, és un líquid incolor, viscós i adhesiu que s'asseca en forma de massa transparent.
És soluble en xilol.
A causa del seu índex de refracció (n = 1,55), similar al del vidre crown, el bàlsam del Canada purificat i filtrat Canadà ha tingut un ús tradicional com adhesiu totalment transparent (un cop sec) per al vidre, lents i components òptics.
Aquest ús ha anat disminuint durant els anys de la Segona Guerra Mundial, quan va ser substituït gradualment per adhesius de polièster, epoxy i poliuretà.